# Eucomis humilis
Eucomis humilis är en sparrisväxtart som beskrevs av John Gilbert Baker. Eucomis humilis ingår i släktet tofsliljor, och familjen sparrisväxter. Inga underarter finns listade i Catalogue of Life.